# دونا دی لوری

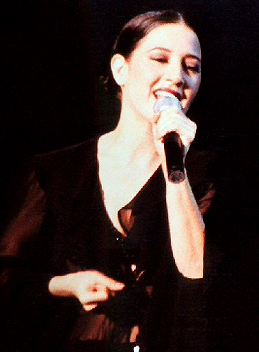

دونا دی لوری خواننده، رقصنده و ترانه‌سرای آمریکایی است. او در کالاباساس کالیفرنیا به دنیا آمد. پدر او آل دی لوری تهیه‌کننده و نوازنده و مادرش مری هلین سونچینی است.
دی لوری از سنین جوانی اجرا می‌کند و صدای او را می‌توان در آلبوم‌های کارلی سایمون، ری پارکر جونیور، کیم کارنز، سانتانا، مارتیکا، لورا برانیگان، بلیندا کارلایل، سلنا، بت میدلر، بری مانیلو، میلن فارمر، آلیشا و مدونا شنید. د لوری در تمام کنسرت‌های مدونا (از تور کی آن دختر در سال ۱۹۸۷ تا تور اعترافات در سال ۲۰۰۶) به‌عنوان خواننده پشتیبان و رقصنده حضور داشته‌است. اجرای او با مدونا در کنسرت لایو ایرث ۲۰۰۷ در لندن آخرین همکاری حرفه‌ای آنها تا به امروز بوده است.